# Orgullo Antioqueño
Orgullo Antioqueño ist ein kolumbianisches Radsportteam mit Sitz in Medellín.
Die Mannschaft wurde 2011 gegründet und geht aus einem nationalen Team hervor. Sie nimmt als Continental Team an den UCI Continental Circuits teil. Manager ist Alejandra Márquez, der von den Sportlichen Leitern Gabriel Vélez und Hernán Muñoz unterstützt wird. Von 2013 bis 2014 fuhr die Mannschaft als national registriertes Team unter dem Namen Aguardiente Antioqueño-Lotería de Medellín und hatte 2015 wiederum eine Lizenz als Continental Team.

## Saison 2015

### Erfolge in der UCI America Tour
In den Rennen der Saison 2015 der UCI America Tour gelangen die nachstehenden Erfolge.
| Datum      | Rennen                                       | Kat. | Fahrer            |
| ---------- | -------------------------------------------- | ---- | ----------------- |
| 8. Februar | Kolumbianische Meisterschaft – Straßenrennen | CN   | Robinson Chalapud |
| 29. April  | 1. Etappe Tour of the Gila                   | 2.2  | Rafael Montiel    |

### Mannschaft
| Name               | Geburtstag         | Nationalität | Team 2014                                  |
| ------------------ | ------------------ | ------------ | ------------------------------------------ |
| Mauricio Ardila    | 21. Mai 1979       | Kolumbien    | Aguardiente Antioqueño-Lotería de Medellín |
| Hernán Botero      | 13. September 1993 | Kolumbien    | Neoprofi                                   |
| Wilson Cardona     | 25. September 1995 | Kolumbien    | Neoprofi                                   |
| Robinson Chalapud  | 8. März 1984       | Kolumbien    | Colombia                                   |
| Weimar Gaviria 1   | 10. November 1996  | Kolumbien    | Neoprofi                                   |
| Rafael Montiel     | 28. Juni 1981      | Kolumbien    | Aguardiente Antioqueño-Lotería de Medellín |
| Cristián Montoya   | 4. August 1989     | Kolumbien    | Neoprofi                                   |
| Juan David Montoya | 10. Juli 1991      | Kolumbien    | Neoprofi                                   |
| Mauricio Orozco 1  | 22. Oktober 1996   | Kolumbien    | Neoprofi                                   |
| Mauricio Ortega    | 22. Oktober 1980   | Kolumbien    | Aguardiente Antioqueño-Lotería de Medellín |
| Cristián Peña      | 2. Dezember 1991   | Kolumbien    | Neoprofi                                   |
| Óscar Quiroz       | 3. Juli 1994       | Kolumbien    | Neoprofi                                   |
| Jaime Restrepo     | 26. September 1996 | Kolumbien    | Neoprofi                                   |
| Jairo Salas        | 2. Juni 1984       | Kolumbien    | Aguardiente Antioqueño-Lotería de Medellín |
| Brayan Sánchez     | 3. Juni 1994       | Kolumbien    | Neoprofi                                   |
| Óscar Sánchez      | 14. Mai 1985       | Kolumbien    | Funvic Brasilinvest-São José dos Campos    |
| Juan Tamayo        | 23. Mai 1988       | Kolumbien    | Funvic Brasilinvest-São José dos Campos    |
| Walter Vargas      | 16. April 1992     | Kolumbien    | Neoprofi                                   |

## Platzierungen in UCI-Ranglisten
UCI America Tour
| Saison | Mannschaftswertung | Fahrerwertung      |
| ------ | ------------------ | ------------------ |
| 2011   | 5.                 | Sergio Henao (3.)  |
| 2012   | 10.                | Julián Rodas (30.) |